# 久城拓摩
久城 拓摩（くじょう たくま、2000年3月15日）は日本のモデル、インフルエンサー。アパレルブランドAbysseaのデザイナー。

## 経歴
大学生時代よりInstagramにて活動を開始。
自らの身長や一重というコンプレックスを活かしつつ、アパレルブランドEspina（エスピナ）をZOZOTOWNにて展開。
関西コレクション2021 S/S ・2022 A/Wと通年で連続での出演。
現在はブランド名をAbyssea（アビセア）と変え、ブランドプロデューサーとしてさらに活躍している。

## 人物
・特技はバレーボール、趣味はゲーム・読書。ゲームは特にドラクエが好き。
・妹が1人いる。
・生き物が好き。1番好きな生き物はミヤマクワガタ。
・毎日モンスターエナジーを飲んでいて吸っているタバコの銘柄は赤マル。

## 出演
イベント
・メルカリサステナイベント(2021年)
・セリーヌイベント(2021年)
・Abysseaポップアップストア(2022年)
・Dream plus contest2022(2022年)

ファッションショー・ランウェイ
・関西コレクション2021S/S(2021年）
・関西コレクション2021A/W(2021年)
・関西コレクション2022A/W(2022年)
書籍
・コンプレックスを着こなして（2021年 KADOKAWA）ISBN 978-4046054791